# Isidorea leonis
Isidorea leonis är en måreväxtart som beskrevs av Brother Alain. Isidorea leonis ingår i släktet Isidorea och familjen måreväxter. Inga underarter finns listade i Catalogue of Life.